# ایالت آبی (فیلم)
'ایالت آبی (به انگلیسی: Blue State) فیلمی محصول سال ۲۰۰۷ و به کارگردانی مارشال لوی است. در این فیلم بازیگرانی همچون برکین مایر و آنا پاکوین ایفای نقش کرده‌اند.